# Gösta Bystedt
Petrus Gösta Bystedt, född 14 maj 1929 i Häggdångers församling, Västernorrlands län, död 20 augusti 2004 i Lidingö församling, Stockholms län, var en svensk civilingenjör och företagsledare.
Gösta Bystedt anställdes 1958 vid Electrolux efter att ha utbildat sig och därefter undervisat på Kungliga Tekniska Högskolan i Stockholm. 1975 utsågs Bystedt till VD och efterträdde Hans Werthén som fortsatte verka i företaget som styrelseordförande. Tillsammans drev de två en stor förändringsprocess inklusive ett stort antal förvärv. Under 1970-talet förvärvade Elextrolux närmare 60 bolag i hela världen. I slutet av 1980-talet var Electrolux en av de absoluta dominanterna på vitvaror i världen. 1986 lämnade Bystedt arbetet som koncernchef och övergick till att sitta i styrelsen i Electrolux. 
Utöver engagemanget i Electrolux kom Bystedt att sitta i ett stort antal styrelser i flera av de största företagen i svenskt näringsliv som SKF, Axel Johnson AB och Atlas Copco. Bystedt var även styrelseledamot i Fermenta och kom att tillsammans med bland annat Refaat El-Sayed ställas till svars för eventuella oegentligheter i samband med Fermenta-affären. Bystedt friades på de flesta anklagelsepunkter men blev delansvarig att täcka upp ett felaktigt lån på 280 000 kronor. 
Bystedt trappade successivt ned på sina styrelseengagemang men var fram till ett år före sin bortgång styrelseordförande i Nilörngruppen.
Bystedt var far till Per Bystedt.